# Mrs. Doubtfire – Táta v sukni
Mrs. Doubtfire – Táta v sukni (v anglickém originále Mrs. Doubtfire) je americká filmová komedie z roku 1993. Režisérem filmu je Chris Columbus. Hlavní role ve filmu ztvárnili Robin Williams, Sally Fieldová, Lisa Jakub, Matthew Lawrence a Mara Wilson.

## Ocenění
Film byl oceněn Oscarem za nejlepší masky a získal Zlatý glóbus v kategorii nejlepší komedie/muzikál. Robin Williams získal za svou roli v tomto filmu Zlatý glóbus. Film byl také nominován na cenu BAFTA v kategorii nejlepší masky.

## Obsazení
| Robin Williams   | Daniel Hillard/Euphegenia Doubtfire |
| Sally Fieldová   | Miranda Hillard                     |
| Lisa Jakub       | Lydia Hillard                       |
| Matthew Lawrence | Christopher Hillard                 |
| Mara Wilson      | Natalie Hillard                     |
| Pierce Brosnan   | Stuart Dunmire                      |
| Harvey Fierstein | Frank Hillard                       |
| Scott Capurro    | Jack                                |
| Robert Prosky    | Jonathan Lundy                      |
| Anne Haney       | paní Sellnerová                     |